# Machoke
Machoke is een Pokémon van de eerste generatie. Hij is van het vechttype. Machoke heeft zeer grote spieren sinds zijn evolutie en doet daarom vaak denken aan een bodybuilder. Machoke heeft een soort bodybuildersbroek om beter te bewegen tijdens het vechten en lijkt ook een kampioenenriem te dragen. Op level 28 evolueert Machop naar Machoke, en wanneer hij wordt geruild met een ander, ontvangt de ander een Machamp, omdat Machoke evolueert door hem te ruilen. Zijn naam lijkt te komen van macho en choke, het Engelse woord voor wurgen of stikken.

## Biologie

### Fysiologie
Machoke ziet eruit als een grotere versie van Machop, maar zonder staart en met rode tekens op zijn gespierde armen. Zijn gezicht is meer reptielachtig dan voorheen. De tekens op zijn armen lijken eigenlijk op plekken waar zijn huid gescheurd of uitgerokken is omdat het zijn gigantische spieren niet kan omvatten. Machoke draagt een zwarte worstelbroek voor betere beweging en een grote, gouden riem met een kleine rode P op de gesp.

#### Verschillen in geslacht
Geen. De verdeling mannelijk/vrouwelijk is 75/25.

#### Speciale eigenschappen
Machoke zijn Pokémon met immense kracht. Ze zijn in feite zo sterk dat ze zelf met krachtbesparende riem die ze altijd dragen in staat zijn een sumoworstelaar op te tillen.

### Gedrag
Sterk en capabel, Machoke helpen mensen met handenarbeid.

### Habitat
Machoke leven in de bergen, in ruige gebieden waar ze hun krachten kunnen bijschaven. Ze worden ook gevonden in stedelijke gebieden, waar ze vaak tewerkgesteld worden voor zware arbeid. Ze zijn vooral te vinden in de Kanto, Johto en Sinnoh regio's.

## Ruilkaartenspel
Er bestaan elf standaard Machoke kaarten, met elk het type Fighting als element. Twee ervan zijn enkel in Japan uitgebracht. Verder bestaat er nog één Dark Machoke, één Giovanni's Machoke en één Light Machoke kaart. Ook deze drie hebben het element Fighting.

### Machoke (Vending S3)
Machoke (Japans: ゴーリキー Goriky) is een Fighting-type Stadium 1 kaart. Het maakt deel uit van de Vending Machine card verzameling. Hij heeft een HP van 60 en kent de aanvallen Agonizing Thrust en Focus Blast. Focus Blast is een aanval die later geïntroduceerd is in de spellen en die Machoke dan via TM52 kan leren.

### Machoke (EX Hidden Legends 41)
Machoke (Japans: ゴーリキー Goriky) is een Fighting-type Stadium 1 kaart. Het maakt deel uit van de Ex Hidden Legends reeks. Hij kent de Poké-Body Strikes Back en de aanval Low Kick. Low Kick is een aanval die Machoke in de spellen leert.